# Paul Félix
Pour les articles homonymes, voir Félix.
Paul (Alexandre) Félix (en occitan : Pau Fèlix, Alès, 9 mai 1803 (19 floréal an XI) - 18 décembre 1879) est un félibre important de la région d'Alès.

## Biographie
Le père de Paul était instituteur. Paul Félix s'est engagé le 10 novembre 1823 au 16e régiment de ligne. Il a participé aux campagnes d'Espagne (1824-1826) et de Morée (1828-1829). Libéré le 8 décembre 1829, il a été nommé juge au 2e conseil de guerre permanent de la 7e région militaire de Grenoble. Revenu à Alès, il a commandé la compagnie des sapeurs-pompiers de 1855 à 1869. Il a fondé la Société de secours mutuels des anciens sous-offociers, qu'il a présidée jusqu'à sa mort. Il a été nommé receveur des hospices d'Alès le 7 mai 1849 et receveur du Bureau de bienfaisance le 1er avril 1871. 
À côté de cette activité, il a été un des écrivains les plus importants de la région à la fin du XIXe siècle. La production de Félix est marquée par un refus de la norme mistralienne, en adoptant la manière d'écrire de ses prédécesseurs cévenols, ce pourquoi il a été critiqué par plusieurs de ses contemporains. Son œuvre principale a été Las fadas en Cevenas qui a été publiée en 1872.
Il était membre des Académies de Nîmes et de Béziers. Il a été vice-président de la Société ̈Scientifique et Littéraire d'Alais en 1896 et 1897 et président en 1898.
Paul Félix est le père de Jean Baptiste Paul Félix (1838-), qui a fait une carrière militaire.

## Œuvres
- (oc) Paul Félix, Las fados en Cévénos (Las fadas en Cevenas) : Poème languedocien, Alès, impr. de A. Brugueirolle, 1872, 388 p. (OCLC 1243898694, BNF 30425695, lire en ligne) , contient un portrait de l'auteur, précédé d'un avant-propos donnant des conseils pour la lecture, terminé par un glossaire.
- (oc + fr) Paul Félix, Les singes - Las moninétos : avec la traduction littérale en regard, Alès, impr. de A. Brugueirolle, 1876, 99 p. (OCLC 489851496, BNF 304256975, lire en ligne)
- (oc) Paul Félix, La bressadisso : Cansoù cévénolo, Alès, impr. J. Martin, 1877, 6 p. (BNF 30425694, lire en ligne)
- (oc) Paul Félix et Gratien Charvet, Lous jardignès d'én Pradariè : coumédïo én trés atos et én vérs, Alès, impr. J. Martin, 1878, 86 p. (OCLC 799073539, BNF 30425696)

## Pour approfondir